# Maxine Stuart
Maxine Stuart (geboren als Maxine Shlivek in Deal, 28 juni 1918 – Beverly Hills 6 juni 2013) was een Amerikaans actrice.
Stuart was een echte televisieactrice. Zo was ze te zien op tv bij de The Donna Reed Show, Peyton Place, Stoney Burke, Mr. Novak, Chicago Hope, NYPD Blue, Judging Amy, Cybill, Hooperman, L.A. Law, Murphy Brown en Trapper John, M.D. en in de dagelijks dramaseries "The Edge of Night" en The Young and the Restless.
Stuart was bevriend met schrijfster Helene Hanff en is ook vaak genoemd in haar boeken. Ze was getrouwd met acteur Frank Maxwell en schrijver David Shaw.
Ze overleed op 94-jarige leeftijd thuis.